# Putina (cidade)
Putina é uma cidade do Peru, situada na região de  Puno. Capital da província de  San Antonio de Putina, sua população em 2017 foi estimada em 10.746 habitantes.